# Humours of an Election

Humours of an Election est une série de tableaux puis d'estampes réalisés par William Hogarth qui illustrent les élections générales britanniques de 1754 tenues en 1754 dans le comté de l'Oxfordshire.
À cette époque, chaque comté anglais élit deux membres du Parlement, et une qualification d'électeurs est faite de telle manière que seule une minorité de la population masculine y a droit. Il n'y a pas de bulletin secret : de ce fait, la corruption et l'intimidation sont légion.
Les tableaux sont peints en 1755. Les trois premiers sujets — An Election Entertainment (ou Un Banquet électoral), Canvassing for Votes (ou La Brigue des votes) et The Polling (ou Le Vote aux « Hustings ») — démontrent la corruption politique endémique lors des élections parlementaires de la Grande-Bretagne du XVIIIe siècle, avant la Grande réforme de 1832. Le quatrième et dernier sujet, Chairing the Member (ou Les Élus portés en triomphe), montre la célébration de la victoire du candidat Tory et de ses partisans. Les tableaux sont conservés au Sir John Soane's Museum, à Londres.
Les estampes, des eaux-fortes et burin d'un assez grand format, habituel pour l'artiste (autour de 400 × 540 mm), sont réalisées et publiées après les tableaux, et sur une période assez longue : entre 1755 et 1758. Dessinés par William Hogarth, elles sont gravées par d'autres artistes — Charles Grignion, François Morellon de La Cave et F. Aviline — même si Hogarth participe à leur réalisation ou à leur impression. Les estampes sont notamment conservée au British Museum et au Metropolitan Museum of Art.

## Contexte historique
À la fin du XVIIe siècle et au début du XVIIIe siècle, la Grande-Bretagne est gouvernée par une monarchie constitutionnelle. Le Parlement est divisé entre deux grands courants : les Whigs et les Tories. Les Tories sont associés à l’Église anglicane traditionnelle et aux propriétaires terriens ruraux, tandis que les Whigs soutiennent la succession protestante, les dissidents religieux, l’aristocratie libérale et la classe moyenne commerçante. Cependant, les distinctions entre ces groupes sont souvent floues, et les affiliations politiques peuvent varier. Des députés peuvent aussi soutenir les intérêts de la Cour (loyauté envers le monarque) ou du Pays (défense de la liberté et opposition à la corruption).
Au-delà des idéologies, la politique est dominée par le clientélisme et les réseaux de patronage. Les élites locales et nationales influencent les électeurs en échange de faveurs, d’argent ou d’emplois. Ce système, proche de la corruption, constitue une constante dans la vie politique de l’époque.
L’œuvre satirique The Humours of an Election de William Hogarth illustre cette réalité à travers l’élection très disputée de 1754 dans le comté d’Oxfordshire, jusque-là bastion tory. Après 40 ans sans opposition, deux candidats Whigs affrontent les Tories en place, déclenchant une campagne électorale célèbre pour sa corruption. Le Premier ministre Henry Pelham apporte même un soutien financier direct aux Whigs, tandis que les Tories lèvent d’importants fonds.
Hogarth représente les quatre temps forts de cette élection : les festivités pour séduire les électeurs, la corruption flagrante, le chaos du jour du vote et la célébration des vainqueurs. À travers des scènes humoristiques et détaillées, il dénonce les dérives d’un système politique fondé sur l’avidité partagée des candidats et des électeurs.

### An Election Entertainment

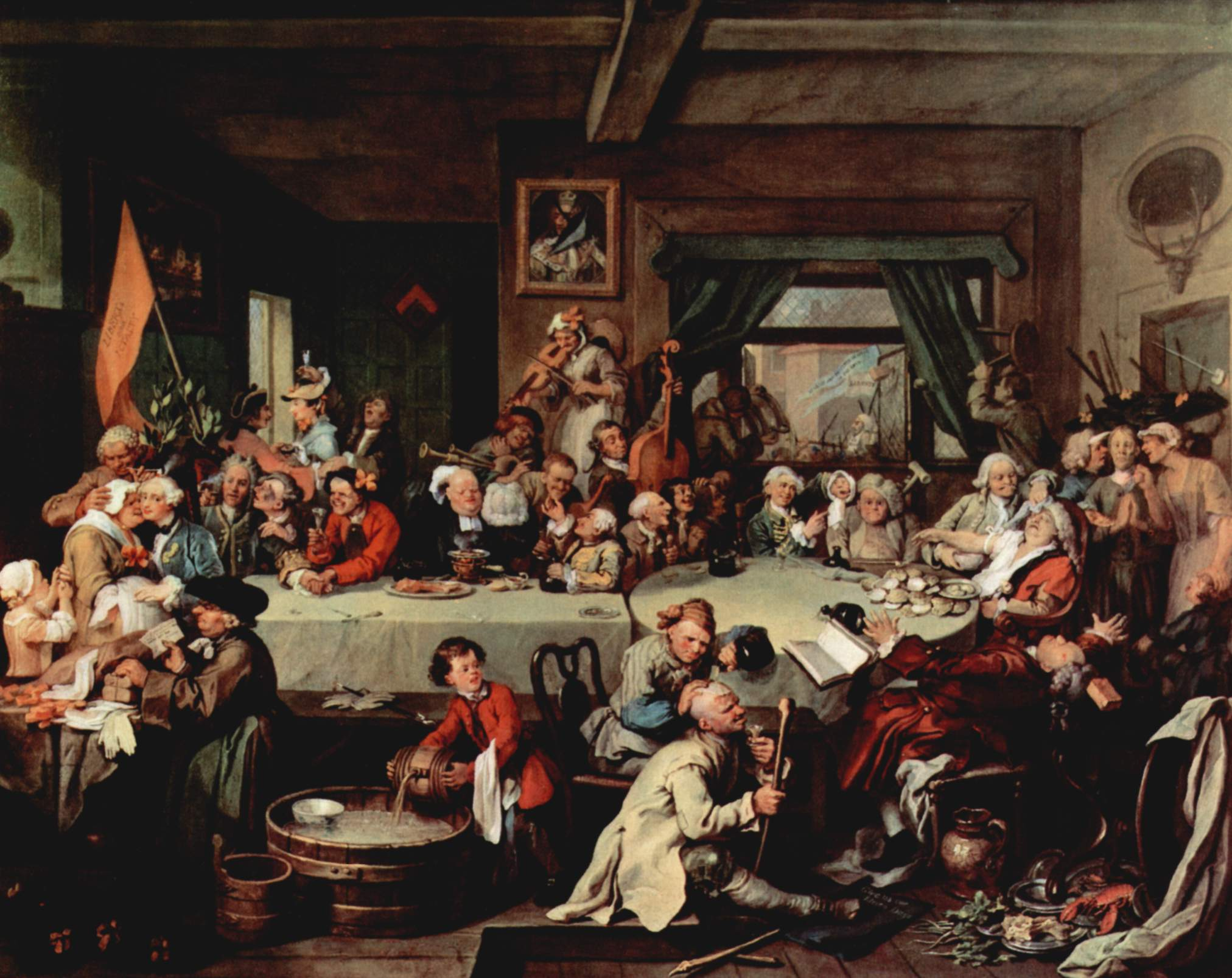
Peinture An Election Entertainment (février 1755, Sir John Soane's Museum).

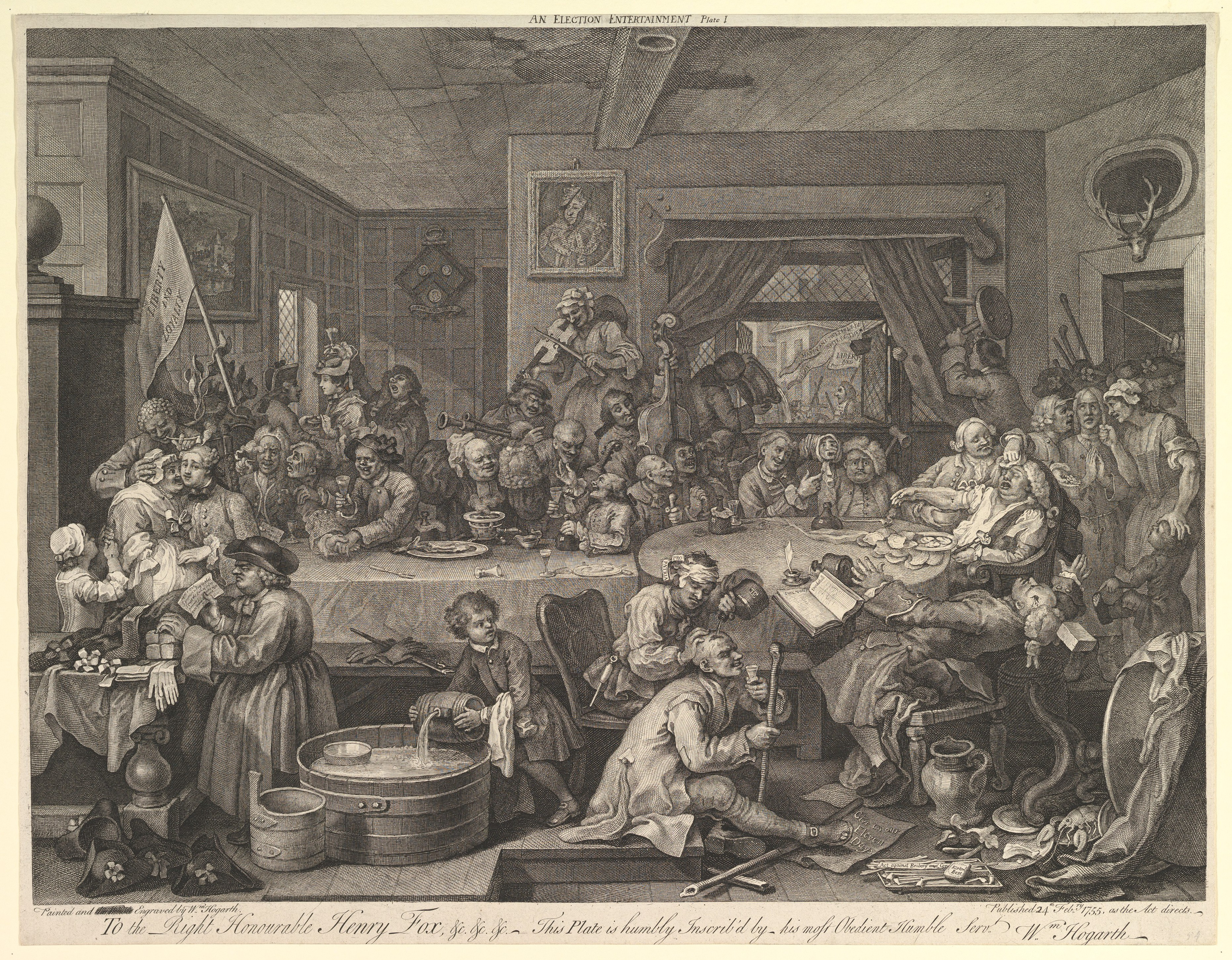
Estampe An Election Entertainment (gravée par Hogarth et des auxiliaires,, 1755, Metropolitan Museum of Art).

### Canvassing for Votes

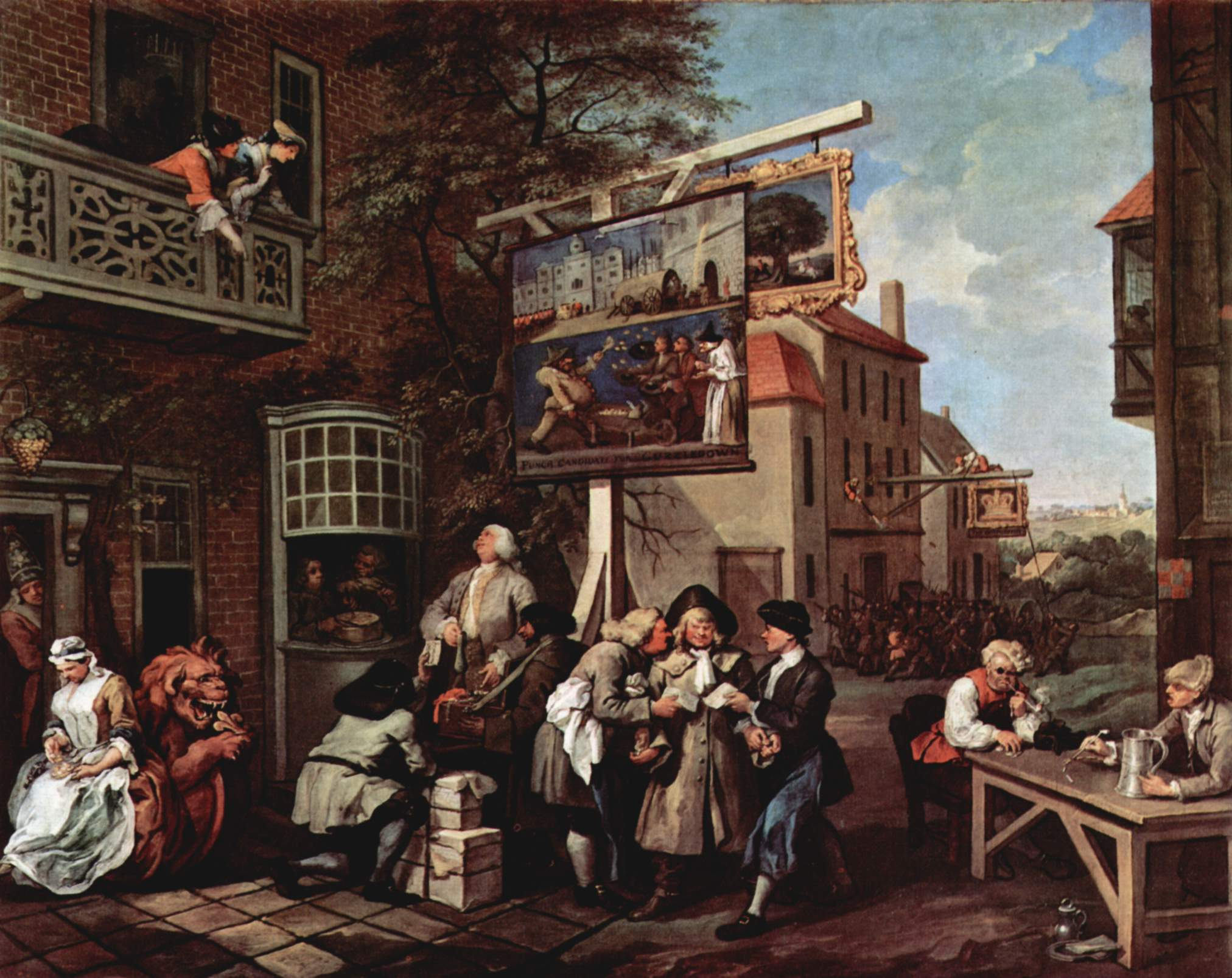
Peinture Canvassing for Votes (février 1757, Sir John Soane's Museum).

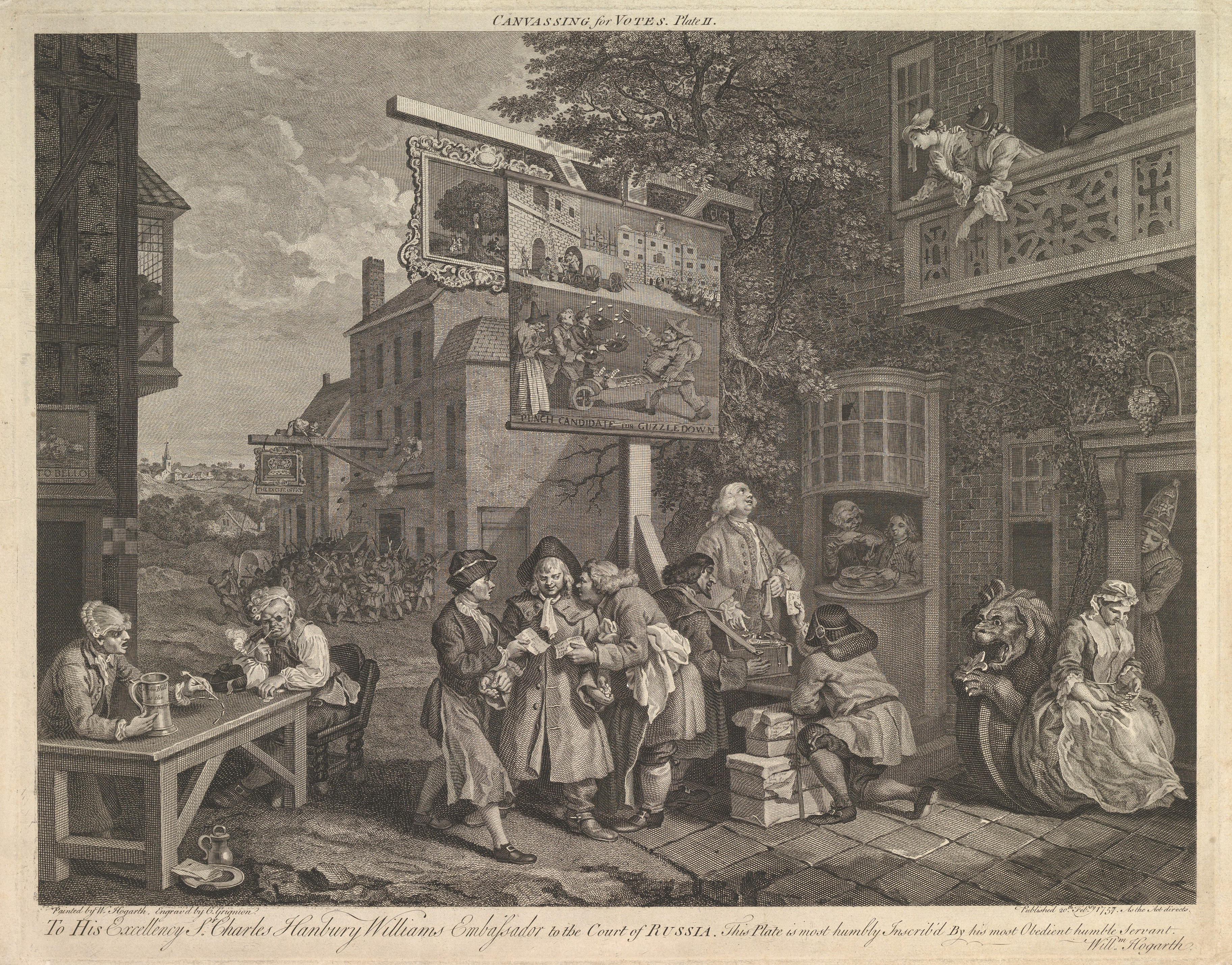
Estampe Canvassing for Votes (gravée par Charles Grignion,, 1755, Metropolitan Museum of Art).

### The Polling

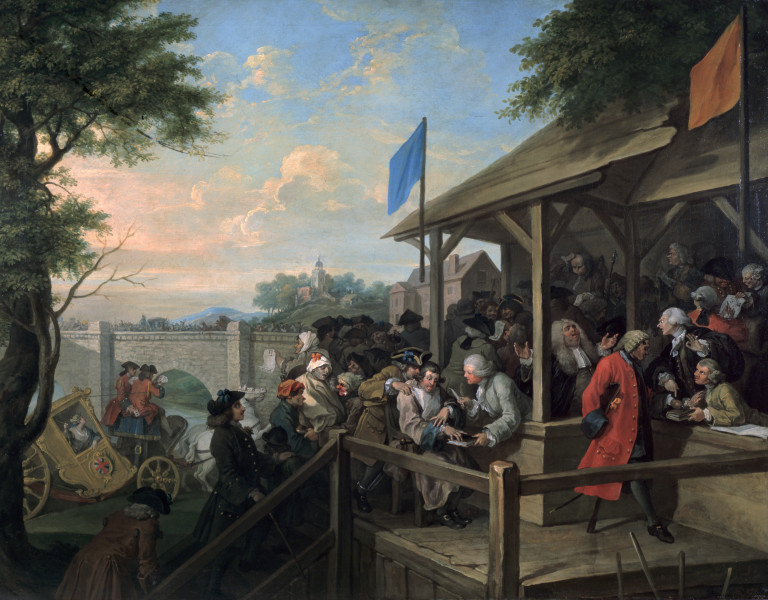
Peinture The Polling (février 1758, Sir John Soane's Museum).

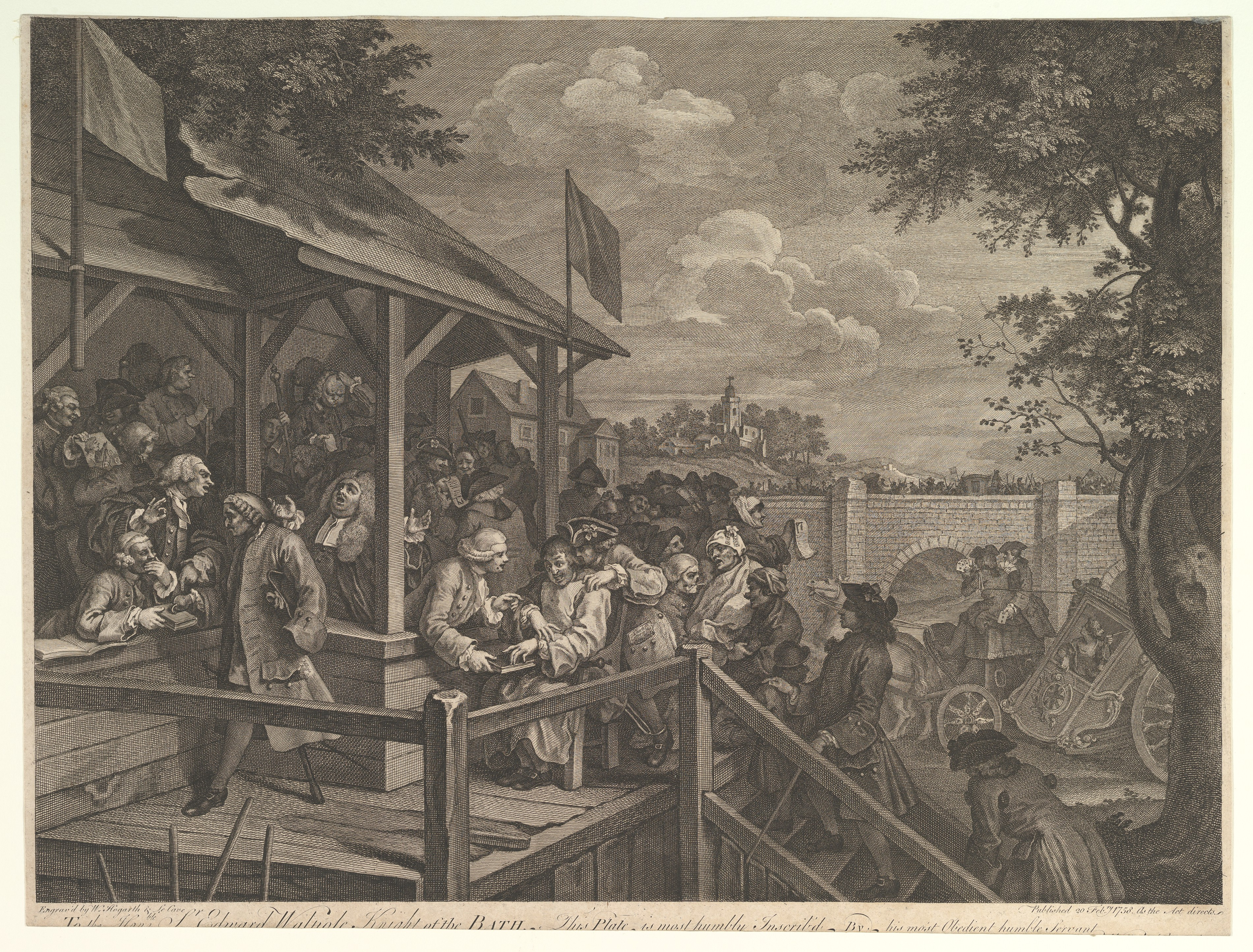
Estampe The Polling (gravée par Hogarth et François Morellon de La Cave,, 1755, Metropolitan Museum of Art).

### Chairing the Member

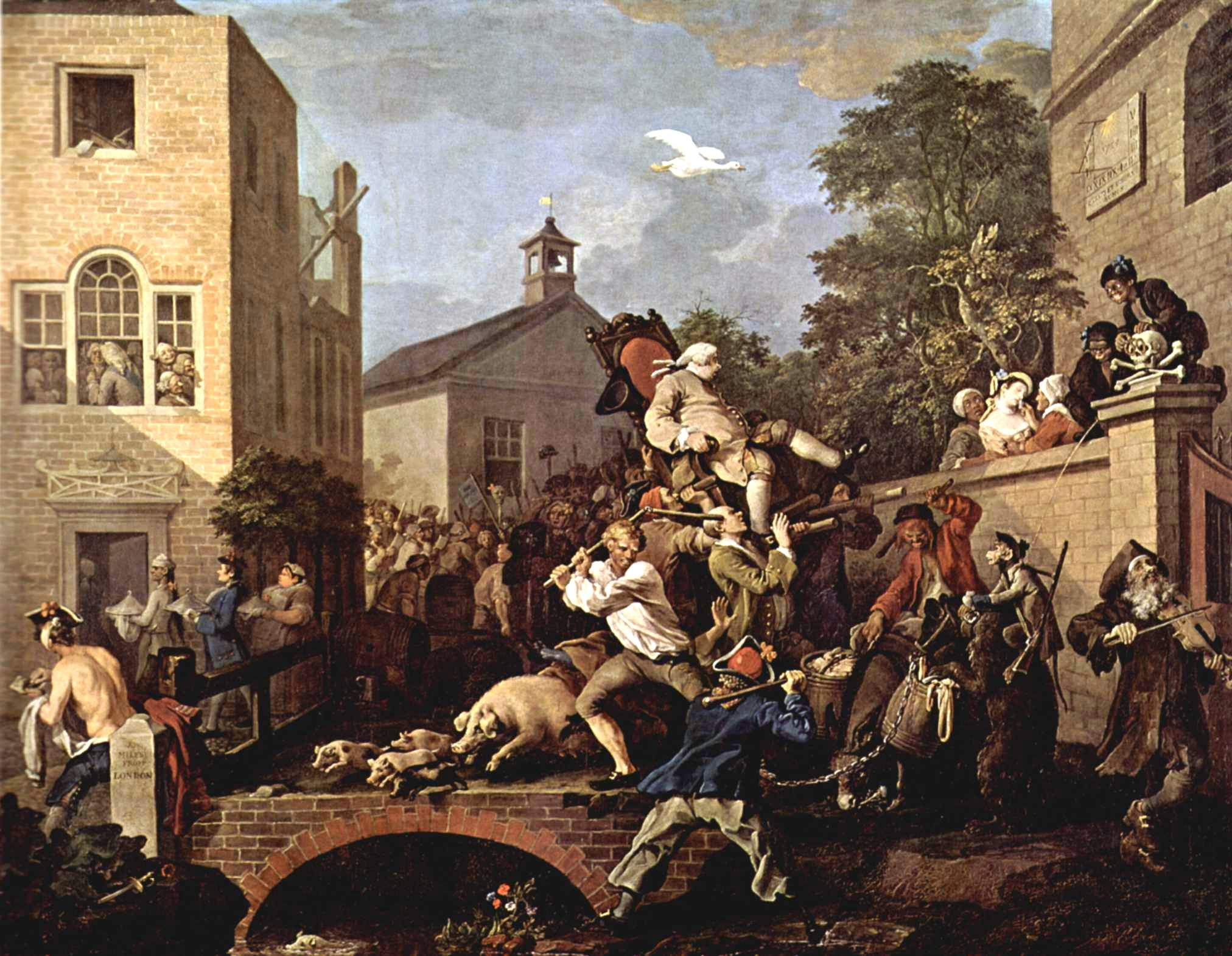
Peinture Chairing the Member (janvier 1758, Sir John Soane's Museum).

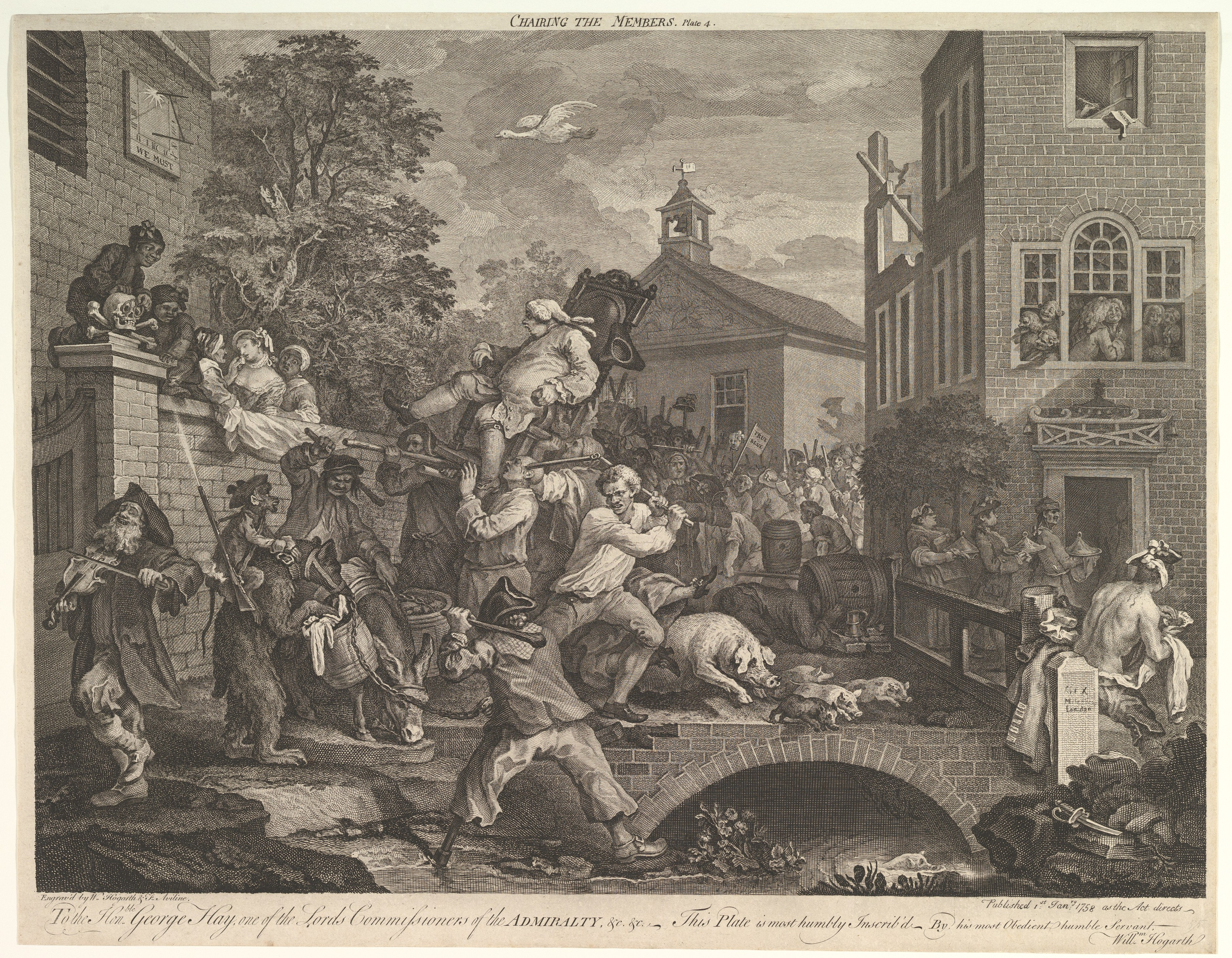
Estampe Chairing the Member (gravée par Hogarth et F. Aviline,, 1758, Metropolitan Museum of Art).